# Comuna Liutarka, Izeaslav
Liutarka (în ucraineană Лютарка) este o comună în raionul Izeaslav, regiunea Hmelnîțkîi, Ucraina, formată din satele Liutarka (reședința), Mîhlea, Mokreț și Novostav.

## Demografie
Componența lingvistică a comunei Liutarka
     Ucraineană (99%)
     Alte limbi (0,95%)
Conform recensământului din 2001, majoritatea populației comunei Liutarka era vorbitoare de ucraineană (99%), existând în minoritate și vorbitori de alte limbi.